# شلل أحادي
الشلل أحادي الجانب هو الشلل الذي يصيب طرف مفرد، غالبًا ما يكون الذراع. تشمل الأعراض المرافقة الضعف، والخدر، والألم في الطرف المصاب. الشلل أحادي الجانب هو أحد أنواع الشلل الذي يندرج تحت تصنيف الشلل النصفي، يصيب الشلل النصفي نصف الجسم، بينما تتركز الأعراض الشللية في الشلل أحادي الجانب في طرف معين أو منطقة محددة من الجسم. يشار أحيانًا إلى الشلل أحادي الجانب الذي يصيب الطرف العلوي باسم الشلل الأحادي العضدي، والطرف السفلي باسم الشلل الأحادي الساقي. الشلل أحادي الجانب أقل شيوعًا في الأطراف السفلية، يعتبر الخزل أحادي الجانب حالة مشابهة ولكنها أقل حدة، لأن الطرف يكون ضعيف بشدة وليس مشلولًا.
تبدأ العديد من الحالات المرضية التي تسبب شلل سفلي أو شلل رباعي على شكل أعراض شلل أحادي، لذا يجب أخذ تشخيص الشلل السفلي الشوكي بعين الاعتبار. يمكن أيضًا أن يكون الشلل الأحادي العرض الأول لاضطرابات مخية متعددة تنتهي بالشلل النصفي. ترتبط الإصابة بالشلل الأحادي بالشلل المخي، وتعتبر أقل أشكاله شدةً.

## الأعراض والعلامات
هناك العديد من الأعراض المرتبطة بالإصابة بالشلل الأحادي. يعتبر كل من التواء اليدين، وصلابة القدمين، والضعف، والتشنج، والخدر، وألم الطرف المصاب، والصداع، وآلام الكتف جميعها من أعراض الشلل الأحادي. عادةً ما يشعر مرضى الشلل الأحادي بالضعف وفقدان الحس بالطرف المصاب، الذي غالبًا ما يكون الذراع. على الرغم من الأعراض آنفة الذكر يتمتع الطرف المصاب بالشلل الأحادي بنبض قوي. 
يعتبر الشلل العضدي المزمن المترقي مرض غير شائع، وقد يعود إلى تكهف النخاع، أو أورام النخاع الشوكي الرقبي، أو الضفيرة العضدية. عادةً ما تكون بداية شلل الضفيرة العضدية مفاجئة بشدة، ويكون الألم هو العرض الأول. يتركز الألم في منطقة الكتف ويمكن أن ينتشر، أو قد يقتصر على الجزء السفلي من الذراع. يكون الألم شديدًا جدا، ويصفه المرضى بأنه حاد، أو طاعن، أو نابض. تتراوح مدة الألم من عدة ساعات إلى ثلاثة أسابيع. عندما يتوقف الألم يبدأ الضعف بالظهور. يشير الضعف المزمن المترقي في ساق واحدة إلى وجود ورم في النخاع الشوكي للضفيرة القطنية. غالبًا ما تكون الحمى العرض الأول لشلل الضفيرة القطنية، يليها ألم في إحدى الساقين أو كلاهما. يبدأ الألم بشكل مفاجئ وقد يحدث في منطقة الفخذ أو الورك. يتطور الضعف العضلي بشكل متزامن مع الألم، أو يتأخر عنه لمدة قد تصل إلى ثلاثة أسابيع. يجب أخذ الشكل الموحودي من الضمور العضلي النخاعي بعين الاعتبار، عندما تتأثر ساق أو ذراع واحدة، ولا يترافق الضعف المترقي باضطرابات حسية. 

## الأسباب
من الأسباب المحتملة للشلل الأحادي:
1. الشلل الدماغي
2. تعرض الطرف المصاب لرض فيزيائي
3. آفة شاغلة للحيز في الجهاز العصبي المركزي، بما في ذلك الأورام، والأورام الدموية، والخراجات.[3]
4. الشقيقة المترافقة بمضاعفات[3]
5. الصرع[3]
6. رض الرأس أو النخاع الشوكي[3]
7. التهاب العصب العضدي الوراثي[3]
8. اعتلال الأعصاب الوراثي[3]
9. شلل الضفيرة العضدية عند حديثي الولادة[3]
10. الاعتلالات العصبية[3]
11. اعتلال الضفائر[3]
12. اعتلال العصب الشظوي الرضي[3]
13. شلل الأطفال المرتبط باللقاح[3]
14. الاختلاجات النصفية[3]
15. الضمور العضلي النخاعي الموحود.[3]